# Touché (Band)
Touché ist eine deutsche Boygroup.

## Werdegang
Die Boygroup wurde 1996 gegründet und von Dieter Bohlen produziert. Touché bestand aus Alexander Geist, Martin Scholz, Glenn Frey, Karim Maataoui und Dennis Frey. Insgesamt verkaufte Touché weltweit 5,4 Millionen Tonträger. Als Bravo All Stars sangen Touché u. a. gemeinsam mit den Backstreet Boys und *NSYNC den Titel Let the music heal your soul, der es bis auf Platz 6 der deutschen Single-Charts und in den USA auf Platz 60 schaffte. 1997 wurde die Band zum VIVA Act des Jahres und nur ein Jahr später von der Zeitschrift Popcorn zur beliebtesten Popgruppe des Jahres gekürt. Durch Songs wie This goodbye is not forever erlangte die Band auch in Russland Bekanntheit.
1997 trat die Gruppe mit dem Benefiz-Projekt Stars For Children auf dem „Stars for Free“-Konzert auf. An dem Projekt waren neben ihnen auch Fool’s Garden, No Mercy, La Bouche, Carrilio, Lyte Funkie Ones, die Soultans und vor allem X-Perience beteiligt. Um Gelder für den Nothilfefonds des Kinderhilfswerkes e. V. einzusammeln, nahmen sie gemeinsam den Titel Beautiful day auf. Der Titel des ersten X-Perience-Albums wurde dazu umgeschrieben. Ende 1997 spielten sie in einigen Folgen bei Unter uns mit.
Im Jahr 1999 verließ Karim Maataoui die Gruppe. Er nahm in der Folge an Shows wie Big Brother und Die Burg teil. Er wurde nicht ersetzt.
Nach eineinhalb Jahren Pause meldete sich die Gruppe im September 2002 in neuer Besetzung und einem gereiften Musikstil zurück. Aus der alten Besetzung der Band waren noch Alex Geist und Martin Scholz dabei – neu waren Donny Weiß und Chris Reuter. Die Brüder Dennis und Glenn Frey hatten die Band verlassen. Ihrer Single Can’t hurry love, einer Coverversion des Evergreens der Supremes, der auch Phil Collins seinen Durchbruch als Solokünstler verschaffte, war allerdings kein Erfolg beschieden. Auch mit dem Titel Hey You konnte die Band nicht an alte Erfolge anknüpfen. 2004 kam es zur Auflösung der Gruppe. 
Anfang 2007 war Martin Scholz alleine in wenigen Folgen bei Unter uns zu sehen.
2015 startete Touché ein Comeback. Neben den Gründungsmitgliedern Martin Scholz und Alexander Geist wurde die Band nun von Pravit Anantapongse, einem Ex-Tänzer von Sarah Connor, und Markus Klopfer, einem ausgebildeten Pop-, Swing- und Soulsänger komplettiert. Nach 13 Jahren veröffentlichten Touché im November 2015 ihre neue Single Miracle.

## Diskografie

### Studioalben
| Jahr | Titel                  | Höchstplatzierung, Gesamtwochen, AuszeichnungChartplatzierungen (Jahr, Titel, Platzierungen, Wochen, Auszeichnungen, Anmerkungen) | Höchstplatzierung, Gesamtwochen, AuszeichnungChartplatzierungen (Jahr, Titel, Platzierungen, Wochen, Auszeichnungen, Anmerkungen) | Anmerkungen                             |
| Jahr | Titel                  | DE | CH | Anmerkungen                             |
| ---- | ---------------------- | --- | --- | --------------------------------------- |
| 1997 | Part One               | DE35 (8 Wo.)DE | CH31 (6 Wo.)CH | Erstveröffentlichung: 10. November 1997 |
| 1998 | Kids In America        | DE89 (3 Wo.)DE | — | Erstveröffentlichung: 16. November 1998 |
| 2000 | Another Part of Us     | — | — | Erstveröffentlichung: 14. Februar 2000  |
| 2001 | I’ll Give You My Heart | — | — | Erstveröffentlichung: 11. Juni 2001     |

### Singles
| Jahr | Titel Album                                 | Höchstplatzierung, Gesamtwochen, AuszeichnungChartplatzierungen (Jahr, Titel, Album, Platzierungen, Wochen, Auszeichnungen, Anmerkungen) | Höchstplatzierung, Gesamtwochen, AuszeichnungChartplatzierungen (Jahr, Titel, Album, Platzierungen, Wochen, Auszeichnungen, Anmerkungen) | Höchstplatzierung, Gesamtwochen, AuszeichnungChartplatzierungen (Jahr, Titel, Album, Platzierungen, Wochen, Auszeichnungen, Anmerkungen) | Anmerkungen                                            |
| Jahr | Titel Album                                 | DE | AT | CH | Anmerkungen                                            |
| ---- | ------------------------------------------- | --- | --- | --- | ------------------------------------------------------ |
| 1997 | I Can’t Get No Sleep Part One               | DE52 (9 Wo.)DE | — | — | Erstveröffentlichung: 16. Juni 1997                    |
| 1997 | I Want You Back, I Want Your Heart Part One | DE51 (9 Wo.)DE | — | — | Erstveröffentlichung: 6. Oktober 1997                  |
| 1998 | I’ll Give You My Heart Part One             | DE79 (4 Wo.)DE | — | — | Erstveröffentlichung: 19. Januar 1998                  |
| 1998 | Y.M.C.A. Kids In America                    | DE31 (14 Wo.)DE | AT31 (4 Wo.)AT | CH23 (9 Wo.)CH | Erstveröffentlichung: 14. September 1998 feat. Krayzee |
| 1998 | This Goodbye Is Not Forever Kids In America | DE27 (12 Wo.)DE | AT26 (9 Wo.)AT | CH21 (3 Wo.)CH | Erstveröffentlichung: 30. November 1998                |
| 1999 | Kids In America                             | DE63 (4 Wo.)DE | — | — | Erstveröffentlichung: 19. April 1999                   |

Weitere Singles
- 1999: Dinner in Heaven
- 2000: Heaven Is for Everyone
- 2002: Can’t Hurry Love
- 2002: Hey You
- 2015: Miracle
- 2016: Outta Your Head